# Liste der denkmalgeschützten Objekte in Lienz
Die Liste der denkmalgeschützten Objekte in Lienz enthält die 74 unbeweglichen denkmalgeschützten Objekte der Gemeinde Lienz im Bezirk Lienz (Tirol).

## Denkmäler
| Foto  |                 | Denkmal | Standort                                                 | Beschreibung | Metadaten |
| ----- | --------------- | --- | -------------------------------------------------------- | --- | --- |
| ja    | Datei hochladen | Rieplerschmiede (Klösterleschmiede) HERIS-ID: 7082 Objekt-ID: 2970 TKK: 19605                                   | gegenüber Adolf Purtscher-Straße 2 Standort KG: Lienz    | Der kleine Rechteckbau aus Bruchsteinmauerwerk unter einem Schindeldach hat eine Gittertür (diese ist mit 1597 bezeichnet), im Kern ist der Bau wohl älter, er wurde schon um 1500 als „Klösterleschmiede“ erwähnt. Originale Schmiedeeinrichtung erhalten. Ostseitig ist eine Brechelstube mit gemauertem Tonnenofen angebaut. Die Schmiede ist Teil des Osttiroler Freilichtmuseums. | BDA-Hist.: Q37948758 Status: § 57-Mandatsbescheid Stand der BDA-Liste: 2025-06-30 Name: Rieplerschmiede (Klösterleschmiede) GstNr.: 2010 Rieplerschmiede                                      |
| ja    | Datei hochladen | Evang. Pfarrkirche A.B., Martin-Luther-Kirche HERIS-ID: 7076 Objekt-ID: 2962 TKK: 18326                         | Amlacher Straße 14 Standort KG: Lienz                    | → Hauptartikel : Martin-Luther-Kirche (Lienz) f1 | BDA-Hist.: Q1903229 Status: § 2a Stand der BDA-Liste: 2025-06-30 Name: Evang. Pfarrkirche A.B., Martin-Luther-Kirche GstNr.: .859 Martin-Luther-Kirche, Lienz                                 |
| ja    | Datei hochladen | Kath. Pfarrkirche Hl. Familie HERIS-ID: 7074 Objekt-ID: 2960 TKK: 17773                                         | Andreas Hofer-Straße 42 Standort KG: Lienz               | Die Stahlbetonkirche über rechteckigem Grundriss mit abgesetzter Apsis und hohem Chorturm wurde zwischen 1960 und 1963 nach Plänen der Architekten Otto Gruber und Hans Buchrainer aus Lienz an der Südtirolersiedlung errichtet. Das Portal, die Kupferreliefs und die Betonglasfenster wurden 1963 von Jos Pirkner geschaffen. | BDA-Hist.: Q37948266 Status: § 2a Stand der BDA-Liste: 2025-06-30 Name: Kath. Pfarrkirche Hl. Familie GstNr.: 525/7 Pfarrkirche Heilige Familie, Lienz                                        |
| ja    | Datei hochladen | Eisenbahnbau, Wasserstation HERIS-ID: 7110 Objekt-ID: 2999 TKK: 18458                                           | Bahnhofsplatz 6 Standort KG: Lienz                       | Die Wasserstation des Bahnhofs Lienz wurde zur Eröffnung der Drautalbahn 1871 errichtet. Sie besteht aus einem zweigeschoßigen Quertrakt mit Steinfassade und teilweise holzverkleidetem Obergeschoß sowie beidseitig anschließenden Längstrakten mit Putz- bzw. Steinfassade und Satteldach. | BDA-Hist.: Q64026456 Status: Bescheid Stand der BDA-Liste: 2025-06-30 Name: Eisenbahnbau, Wasserstation GstNr.: .350                                                                          |
| ja    | Datei hochladen | Lokschuppen HERIS-ID: 7109 Objekt-ID: 2998 TKK: 18457                                                           | bei Bahnhofsplatz 8 Standort KG: Lienz                   | Das Heizhaus (auch Lokhalle, Lokremise, Lokschuppen) wurde 1871 erbaut und diente der Wartung und Reinigung der Lokomotiven. | BDA-Hist.: Q64026455 Status: Bescheid Stand der BDA-Liste: 2025-06-30 Name: Lokschuppen GstNr.: .352 Lienz, Lokschuppen                                                                       |
| ja    | Datei hochladen | Lokomotiv-Drehscheibe HERIS-ID: 111993 Objekt-ID: 130040seit 2013                                               | bei Bahnhofsplatz 10 Standort KG: Lienz                  | Die handbetriebene Drehscheibe der ehemaligen Zugförderungsstelle Lienz diente dem Wenden der Dampflokomotiven, um in den Heizhausbereich einfahren zu können. Die Konstruktion basiert auf einem Erlass des k. k. Eisenbahnministeriums vom Juli 1906. | BDA-Hist.: Q64026457 Status: Bescheid Stand der BDA-Liste: 2025-06-30 Name: Lokomotiv-Drehscheibe GstNr.: 886/1 Lienz, Lokomotivdrehscheibe                                                   |
| ja    | Datei hochladen | Barbarahof, Teil d. Stadtbefestigung HERIS-ID: 7064 Objekt-ID: 2950 TKK: 34514                                  | Barbarahof 1 Standort KG: Lienz                          | Der Barbarahof besteht aus dem ehemaligen Wirtschaftsgebäude des Oberhueber Gartens und dem ehemaligen Torturm der Stadtbefestigung. 1991 erfolgte der komplette Umbau der Anlage. Das zweigeschoßige Wirtschaftsgebäude mit Satteldach über Trapezgrundriss integriert Teile der Stadtmauer aus dem 14. Jahrhundert, der zweigeschoßige, rechteckige Torturm wurde vermutlich im 14. Jahrhundert angebaut, wobei der heutige Bestand aus dem 15. bis 16. Jahrhundert stammt. | BDA-Hist.: Q37947769 Status: Bescheid Stand der BDA-Liste: 2025-06-30 Name: Barbarahof, Teil d. Stadtbefestigung GstNr.: 2099 Barbarahof                                                      |
| ja    | Datei hochladen | Hofgarten, Teil d. Stadtbefestigung HERIS-ID: 39980 Objekt-ID: 39847 TKK: 18321                                 | bei Barbarahof 1 Standort KG: Lienz                      | Die mittelalterliche Befestigungsanlage, die ursprünglich die Stadt umgab, ist in Teilstücken erhalten. Im östlichen Bereich der Altstadt befindet sich der älteste erhaltene Teil der Umfassung aus dem frühen 14. Jahrhundert. | BDA-Hist.: Q37991905 Status: Bescheid Stand der BDA-Liste: 2025-06-30 Name: Hofgarten, Teil d. Stadtbefestigung GstNr.: 887/3                                                                 |
| ja    | Datei hochladen | Bürgerhaus HERIS-ID: 7083 Objekt-ID: 2972 TKK: 19575                                                            | Beda Weber-Gasse 4 Standort KG: Lienz                    | Das Bürgerhaus besitzt einen Kern aus dem 16. Jahrhundert der Barock verändert. Das zweigeschoßige Gebäude mit Satteldach wurde zuletzt 1990 umgebaut und hat eine schlichte architektonische Gliederung. Über dem segmentbogigen Portal befindet sich ein halbkugeliger Wappenstein der Herren von Graben. Zudem schmückt eine Sonnenuhr mit Wappen der Familie Rain und Sumereck aus dem 17. Jahrhundert das Gebäude. | BDA-Hist.: Q37948798 Status: Bescheid Stand der BDA-Liste: 2025-06-30 Name: Bürgerhaus GstNr.: .42 Beda Weber-Gasse 4                                                                         |
| ja    | Datei hochladen | Benefiziatkirche St. Michael HERIS-ID: 7073 Objekt-ID: 2959 TKK: 17999                                          | gegenüber Beda Weber-Gasse 18 Standort KG: Lienz         | Die Benefiziatkirche im Zentrum des ehemaligen Rindermarkts aus dem 16. Jahrhundert besitzt einen romanischen Kern und besteht aus einem gotischen Langbau mit Satteldach und polygonalem Chor, der barocke Turm mit doppeltem Zwiebelhelm aus dem frühen 18. Jahrhundert wurde nordseitig angebaut. | BDA-Hist.: Q37948215 Status: § 2a Stand der BDA-Liste: 2025-06-30 Name: Benefiziatkirche St. Michael GstNr.: 2077 Benefiziatskirche St. Michael, Lienz                                        |
| ja    | Datei hochladen | Villa Vergeiner (Fischwirtvilla) HERIS-ID: 7084 Objekt-ID: 2973 TKK: 19515                                      | Dolomitenstraße 9 Standort KG: Lienz                     | Die Villa Vergeiner bzw. Fischwirt-Villa wurde zwischen 1903 und 1904 als monumentaler, dreigeschoßiger Wohnbau im Stil des romantischen Historismus nach Plänen von Santo Puntel für Alois Vergeiner errichtet. Die Fassade wurde mittels asymmetrischer Gliederung, Ecktürmen, Erkern und Balkonen akzentuiert. | BDA-Hist.: Q37948833 Status: Bescheid Stand der BDA-Liste: 2025-06-30 Name: Villa Vergeiner (Fischwirtvilla) GstNr.: .465 Villa Vergeiner                                                     |
| ja    | Datei hochladen | Haspingerkaserne: Kfz-Werkstätte u. Garagenobjekt HERIS-ID: 39931 Objekt-ID: 39776                              | Dolomitenstraße 38 Standort KG: Lienz                    | Der eingeschoßige Bau mit rechteckigem Grundriss und überwiegend segmentbogigen Wandöffnungen besitzt ein steiles Ziegelwalmdach mit Gaupen und wurde zwischen 1938 und 1939 als Teil der „Polizeikaserne für motorisierte Gendarmerie“ nach Plänen von Walter Mayer aus Lienz errichtet. | BDA-Hist.: Q37991634 Status: Bescheid Stand der BDA-Liste: 2025-06-30 Name: Haspingerkaserne: Kfz-Werkstätte u. Garagenobjekt GstNr.: 450/2 Haspingerkaserne                                  |
| ja    | Datei hochladen | Haspingerkaserne: Büro-, Mannschafts- u. Wirtschaftsgebäude HERIS-ID: 39930 Objekt-ID: 39775                    | Dolomitenstraße 40 Standort KG: Lienz                    | Der zweigeschoßige Bau mit steilem Ziegelwalmdach und Gaupen besitzt einen schlanken, verschindelten Dachreiter und eine durch additive Reihung der Fenster und Türen streng gegliederte Eingangsfassade. Die Nordfassade besitzt hingegen zwei risalitartige, überhöhte Bauteile mit Treppenhäusern. Die Kaserne wurde zwischen 1938 und 1939 als Teil der „Polizeikaserne für motorisierte Gendarmerie“ nach Plänen von Walter Mayer aus Lienz errichtet. | BDA-Hist.: Q37991623 Status: Bescheid Stand der BDA-Liste: 2025-06-30 Name: Haspingerkaserne: Büro-, Mannschafts- u. Wirtschaftsgebäude GstNr.: 450/2 Haspingerkaserne                        |
| ja    | Datei hochladen | Kindergarten, ehem. Villa Monti HERIS-ID: 7085 Objekt-ID: 2974 TKK: 34521                                       | Franz von Defregger-Straße 23 Standort KG: Lienz         | Die Villa Monti ist ein zweigeschoßiges, asymmetrisch gegliedertes historistisches Wohnhaus das 1885 für den Bauunternehmer Giuseppe Monti errichtet wurde. Als Gestaltungsmerkmale wurden rustizierte Fassaden, Ortsteingliederung und übergiebelte Fassaden eingesetzt, der Südwestteil wurde als Eckrisalit ausgebildet. | BDA-Hist.: Q37948864 Status: § 2a Stand der BDA-Liste: 2025-06-30 Name: Kindergarten, ehem. Villa Monti GstNr.: .372                                                                          |
| ja    | Datei hochladen | Bezirksgericht u. Gendarmerie (ehem. Geigersche Behausung) HERIS-ID: 7087 Objekt-ID: 2976 TKK: 34531            | Hauptplatz 5 Standort KG: Lienz                          | Das ehemals aus dem 16. Jahrhundert stammende Gebäude wurde 1982 aufgestockt und umgestaltet. Der viergeschoßige Bau mit steilem Walmdach besitzt im Erdgeschoß zum Hauptplatz eine genutete Fassade und ein Rundbogenportal. Der südseitige Zubau wurde modern gestaltet. | BDA-Hist.: Q37948916 Status: § 2a Stand der BDA-Liste: 2025-06-30 Name: Bezirksgericht u. Gendarmerie (ehem. Geigersche Behausung) GstNr.: 1982 Bezirksgericht Lienz                          |
| ja    | Datei hochladen | Ansitz Liebburg HERIS-ID: 7088 Objekt-ID: 2977 TKK: 17766                                                       | Hauptplatz 7 Standort KG: Lienz                          | Die Liebburg wurde 1605–1608 als Ansitz der Freiherren von Wolkenstein-Rodenegg erbaut und nach einem Brand 1723–1725 barock umgestaltet. Seit 1988 dient sie als Rathaus. Der mächtige viergeschoßige Bau mit regelmäßiger Fassadengliederung und umlaufendem Balkenfries beherrscht den südlichen Teil des Hauptplatzes. Die Schaufassade im Norden wird von zwei fünfgeschoßigen barocken Rundtürmen mit Zwiebelhauben begrenzt. In der Mittelachse befindet sich ein Renaissance-Portal mit Rustika-Rahmen und Dreiecksgiebel mit dem Wappen der Wolkensteiner. Das Innere wurde 1894 komplett umgestaltet. | BDA-Hist.: Q1823698 Status: § 2a Stand der BDA-Liste: 2025-06-30 Name: Ansitz Liebburg GstNr.: 2005 Liebburg, Lienz                                                                           |
| ja BW | Datei hochladen | Kleine Fronfeste HERIS-ID: 7096 Objekt-ID: 2985 TKK: 34532                                                      | Hauptplatz 9 Standort KG: Lienz                          | Die Kleine Fronfeste, in bedeutender Lage neben der Liebburg gelegen, ist eines der wenigen Häuser auf dem Hauptplatz, das im Zweiten Weltkrieg nicht durch Bomben zerstört wurde. 1949 wurde das Haus aufgestockt und umgebaut, 1979 wurde neuerlich ausgebaut und modernisiert. Ein breiter stichkappengewölbter Durchgang verbindet Hauptplatz und Europaplatz. Im Gebäude befand sich eine zweigeschoßige Kapelle mit hohen Bogenfenstern, sie war Maria Himmelfahrt geweiht und hatte an der Flachdecke ein Mariengemälde. Mit der Aufhebung des Haller Damenstiftes 1783 und der Übernahme der Liebburg durch den Staat wurde die Kapelle profaniert und ihr Inventar versteigert. | BDA-Hist.: Q37949144 Status: Bescheid Stand der BDA-Liste: 2025-06-30 Name: Kleine Fronfeste GstNr.: 2006                                                                                     |
| ja    | Datei hochladen | Mariensäule HERIS-ID: 7113 Objekt-ID: 3002 TKK: 17756                                                           | Johannesplatz Standort KG: Lienz                         | Die Mariensäule wurde 1716 von Michael Rasner gestaltet und stand ursprünglich auf dem Hauptplatz, bis sie 1861 zum heutigen Standort gebracht wurde. Die Säule mit ionischem Kapitell besteht aus rotem Marmor, darüber erhebt sich eine Figur der Maria Immaculata auf der Weltkugel mit Schlange. | BDA-Hist.: Q37949363 Status: § 2a Stand der BDA-Liste: 2025-06-30 Name: Mariensäule GstNr.: 1827 Mariensäule Lienz                                                                            |
| BW    | Datei hochladen | Stadthaus (Luegerhaus) HERIS-ID: 7092 Objekt-ID: 2981 TKK: 19583                                                | Johannesplatz 10 Standort KG: Lienz                      | Das alte Rathaus wurde zwischen 1770 und 1772 nach Plänen von Thomas Mayr anstelle des Luegerhauses für das Garnisonsbataillon errichtet. 1932 wurde das Gebäude für das städtische Elektrizitätswerk umgestaltet. Nach dem Zweiten Weltkrieg diente es als Rathaus, seit 2005 als Gasthaus. Der dreigeschoßige Bau unter Walmdach ist überwiegend vom Umbau der 1930er Jahre geprägt. | BDA-Hist.: Q37949060 Status: Bescheid Stand der BDA-Liste: 2025-06-30 Name: Stadthaus (Luegerhaus) GstNr.: 2013                                                                               |
| ja    | Datei hochladen | Landwirtschaftliche Lehranstalt HERIS-ID: 7091 Objekt-ID: 2980                                                  | Josef Müller-Straße 1-6 Standort KG: Lienz               | Der Komplex der Landwirtschaftlichen Lehranstalt besteht aus einem Verwaltungsgebäude bzw. Knabenschule, einer Mädchenschule mit Internat, einer Haushaltsschule und drei Personalwohnhäusern aus unterschiedlichen Bauperioden. In der Gebäudeanlage steht die Herz-Jesu-Kirche. | BDA-Hist.: Q19288821 Status: § 2a Stand der BDA-Liste: 2025-06-30 Name: Landwirtschaftliche Lehranstalt GstNr.: 1253/2, 1256                                                                  |
| ja    | Datei hochladen | Bundes-Oberstufenrealgymnasium (ehem. Bürgerspital) HERIS-ID: 102248 Objekt-ID: 118628 TKK: 18319               | Kärntner Straße 8 Standort KG: Lienz                     | Das ehemalige Bürgerspital wurde 1308 genannt, von 1475 bis 1480 erweitert, später mehrfach baulich verändert, und stand bis 1931 als Krankenhaus in Verwendung. Es schließt direkt an die Spitalskirche hl. Josef an. Heute ist das Gebäude Teil des Bundes-Oberstufenrealgymnasiums Lienz. | BDA-Hist.: Q19275993 Status: § 2a Stand der BDA-Liste: 2025-06-30 Name: Bundes-Oberstufengymnasium (ehem. Bürgerspital) GstNr.: 100 Bundes-Oberstufenrealgymnasium Lienz                      |
| ja    | Datei hochladen | Franz-Josef-Kaserne: Büro-, Mannschafts- und Wirtschaftsgebäude HERIS-ID: 39929 Objekt-ID: 39774 TKK: 19585     | Kärntner Straße 31 Standort KG: Lienz                    | Das langgestreckte, viergeschoßige Gebäude mit überhöhtem, dreiteiligen Mittelrisalit an den Längsseiten wurde zwischen 1910 und 1911 errichtet. Nordseitig wurden jeweils übereckgeführte, nordseitige Seitentrakte angefügt, das Eingangsportal mit geschwungenem Giebel und Wappen von Kaiser Franz Joseph ist pilastergerahmt. Der Fassadendekor erfolgte im Erdgeschoß genutet, die Obergeschoße wurden durch Dekorplatten vertikal unterteilt. | BDA-Hist.: Q19248768 Status: Bescheid Stand der BDA-Liste: 2025-06-30 Name: Franz-Josef-Kaserne: Büro-, Mannschafts- und Wirtschaftsgebäude GstNr.: .564/1, .564/2 Franz-Joseph-Kaserne Lienz |
| ja    | Datei hochladen | Ehem. Siechenhaus HERIS-ID: 7093 Objekt-ID: 2982 TKK: 19593                                                     | Kärntner Straße 39 Standort KG: Lienz                    | Das Siechenhaus ist bereits im Jahr 1334 urkundlich belegt und diente ursprünglich zur Versorgung unheilbar Kranker. Der zweigeschoßige Bau besitzt eine regelmäßige Fassadengliederung und ein steiles Satteldach. Das Wandgemälde an der Südseite aus dem Jahr 1612 zeigt die Auferweckung des Lazarus, die Sonnenuhr stammt aus dem 17. Jahrhundert. | BDA-Hist.: Q37949080 Status: Bescheid Stand der BDA-Liste: 2025-06-30 Name: Ehem. Siechenhaus GstNr.: 1554/2 Siechenhaus Lienz                                                                |
| ja    | Datei hochladen | Bildstock HERIS-ID: 7115 Objekt-ID: 3004 TKK: 17749                                                             | bei Kärntner Straße 39 Standort KG: Lienz                | Im Garten des ehemaligen Siechenhauses befindet sich der älteste, erhaltene bemalte Bildstock Tirols aus dem späten 14. Jahrhundert. Er besteht aus einem Rundpfeiler mit massivem, schindelgedeckten Nischenaufsatz der die Kreuzigung, die Anbetung durch die Heiligen Drei Könige, die Heiligen Dorothea und Katharina sowie zwei Bischöfe bzw. den Heiligen Christophorus zeigt. | BDA-Hist.: Q37949403 Status: Bescheid Stand der BDA-Liste: 2025-06-30 Name: Bildstock GstNr.: 1554/2 Bildstock Kärntnerstraße, Lienz                                                          |
| ja    | Datei hochladen | Bildstock, Kreuzstöckl (Apothekerstöckl, ehem. Dreifaltigkeitsstöckl) HERIS-ID: 7114 Objekt-ID: 3003 TKK: 18323 | Kreuzgasse Standort KG: Lienz                            | Der Nischenbildstock mit überdachtem Kruzifix wurde Anfang des 18. Jahrhunderts anstelle eines Vorgängerbaus über quadratischem Grundriss mit Rundbogennische und abgewalmten Satteldach errichtet. | BDA-Hist.: Q37949393 Status: § 2a Stand der BDA-Liste: 2025-06-30 Name: Bildstock, Kreuzstöckl (Apothekerstöckl, ehem. Dreifaltigkeitsstöckl) GstNr.: 1705 Apothekerstöckl (Lienz)            |
| ja    | Datei hochladen | Ehem. Schmiede HERIS-ID: 251892 TKK: 34567seit 2024                                                             | Messinggasse 4 Standort KG: Lienz                        | Der aus zwei Gebäudeteilen bestehende Bau stammt im Kern aus dem 16. Jahrhundert und wurde im 19. Jahrhundert umgestaltet. Er weist ein Satteldach auf, die Fassade ist, dem gekrümmten Straßenverlauf entsprechend, geknickt. | BDA-Hist.: Q98456527 Status: Bescheid Stand der BDA-Liste: 2025-06-30 Name: Ehem. Schmiede GstNr.: 2361 Ehemalige Rieblerschmiede                                                             |
| ja    | Datei hochladen | Franziskanerkloster – Klostergebäude HERIS-ID: 7241 Objekt-ID: 3131 TKK: 17996                                  | Muchargasse 4 Standort KG: Lienz                         | → Hauptartikel : Franziskanerkloster Lienz f1 | BDA-Hist.: Q1450346 Status: § 2a Stand der BDA-Liste: 2025-06-30 Name: Franziskanerkloster – Klostergebäude GstNr.: .219, .220/1 Franziskanerkloster, Lienz                                   |
| ja    | Datei hochladen | Ansitz Angerburg HERIS-ID: 7094 Objekt-ID: 2983 TKK: 19637                                                      | Muchargasse 6 Standort KG: Lienz                         | Die viergeschoßige Angerburg mit flachem Satteldach besitzt einen spätmittelalterlichen Kern aus dem 14. Jahrhundert, wobei die heutige Außengestaltung aus der zweiten Hälfte des 16. Jahrhunderts stammt. Der ehemals adelige Ansitz der Herren von Staudach erfuhr in den 1960er Jahren einen tiefgreifenden Umbau. | BDA-Hist.: Q37949091 Status: § 2a Stand der BDA-Liste: 2025-06-30 Name: Ansitz Angerburg GstNr.: .221/1 Angerburg                                                                             |
| ja    | Datei hochladen | Haus-/Hofkapelle hl. Josef HERIS-ID: 101180 Objekt-ID: 117494                                                   | Muchargasse 6 Standort KG: Lienz                         | Die Kapelle grenzt im Südosten an die Angerburg und wurde 1971 auf Grund eines Gelöbnisses des Ehepaars Henggi aus Lienz errichtet. Die moderne Ausstattung stammt großteils von den Künstlerinnen und Fokolaren Thekla und Ave aus Loppiano bei Florenz. | BDA-Hist.: Q37786800 Status: § 2a Stand der BDA-Liste: 2025-06-30 Name: Haus-/Hofkapelle hl. Josef GstNr.: 187/1                                                                              |
| ja    | Datei hochladen | Hauptschule HERIS-ID: 7095 Objekt-ID: 2984 TKK: 19636                                                           | Muchargasse 8 Standort KG: Lienz                         | Das zwischen 1903 und 1904 als Knaben-Volks- und -Hauptschule errichtete, dreigeschoßige Gebäude wurde von Viktor Rizzardi geplant und im Stil des strengen Historismus ausgeführt. | BDA-Hist.: Q37949132 Status: § 2a Stand der BDA-Liste: 2025-06-30 Name: Hauptschule GstNr.: 187/3 Hauptschule Egger-Lienz                                                                     |
| ja    | Datei hochladen | Wegkreuz HERIS-ID: 7120 Objekt-ID: 3009 TKK: 17752                                                              | Pfarrbrücke Standort KG: Lienz                           | Das Wiesenkreuz bei der Pfarrbrücke am Linken Iselweg ist ein Kruzifix mit Maria in hohem Kreuzkasten, wobei der Korpus im Dreinageltypus gehalten ist. Das Kreuz stammt aus der ersten Hälfte des 18. Jahrhunderts, wobei die Figur des Johannes in den 1970er Jahren gestohlen wurde. | BDA-Hist.: Q37949590 Status: § 2a Stand der BDA-Liste: 2025-06-30 Name: Wegkreuz GstNr.: 332 Wiesenkreuz, Lienz                                                                               |
| ja    | Datei hochladen | Johann Nepomuk-Stöckl HERIS-ID: 7116 Objekt-ID: 3005 TKK: 17750                                                 | Pfarrgasse 4, in der Nähe Standort KG: Lienz             | Das Nepomuk-Stöckl am Pfarrgarten entstand um 1830 als klassizistischer Bildstock mit hoher, pilastergerahmter Rundbogennische und Zeltdach. Die Plastik des Johannes Nepomuk stammt aus der zweiten Hälfte des 18. Jahrhunderts und befand sich zuvor in der Pfarrkirche St. Andrä. | BDA-Hist.: Q37949446 Status: § 2a Stand der BDA-Liste: 2025-06-30 Name: Johann Nepomuk-Stöckl GstNr.: 2406 Johann Nepomuk-Stöckl Lienz                                                        |
| ja    | Datei hochladen | St.-Josefs-Stöckl (Beichtstöckl) HERIS-ID: 7117 Objekt-ID: 3006 TKK: 17758                                      | Pfarrgasse Standort KG: Lienz                            | Das St.-Josefs-Stöckl ist ein gemauerter Nischenbildstock mit Aufsatz, der bereits 1583 urkundlich erwähnt wurde, jedoch 1953 nach altem Vorbild am heutigen Platz neu errichtet wurde. Der Bildstock mit Satteldach und Rundbogennische beherbergt ein Relief von Josef am Sterbebett, begleitet von Christus, Maria und einem Engel aus der zweiten Hälfte des 19. Jahrhunderts. | BDA-Hist.: Q37949513 Status: § 2a Stand der BDA-Liste: 2025-06-30 Name: St.-Josefs-Stöckl (Beichtstöckl) GstNr.: 1708/2 St.-Josefs-Stöckl, Lienz                                              |
| ja    | Datei hochladen | Stiftskirche der Dominikanerinnen Mariae Heimsuchung HERIS-ID: 7072 Objekt-ID: 2958 TKK: 18315                  | Pfarrgasse 1 Standort KG: Lienz                          | Die Kirche des Dominikanerinnenklosters steht in der Südostecke der Anlage und gehört im Kern vermutlich zur mittelalterlichen Bausubstanz. Ihr heutiges Aussehen erhielt sie beim Wiederaufbau nach dem Brand 1613. Das dreijochige Langhaus ist mit geböschten, abgetreppten Strebepfeilern und einem Portalvorbau gegliedert. Der einjochige Chor ist leicht eingezogen und polygonal geschlossen. Das Innere weist im Langhaus eine Stichkappentonne und im Chor ein Kreuzgratgewölbe auf. Die Ausstattung wurde großteils nach 1945 geschaffen. Das Wandfresko hinter dem Hochaltar mit der Himmelfahrt Mariens wurde 1949 von Hans Andre gemalt. | BDA-Hist.: Q37948179 Status: § 2a Stand der BDA-Liste: 2025-06-30 Name: Stiftskirche der Dominikanerinnen Mariae Heimsuchung GstNr.: 327 Stiftskirche Dominikanerinnen, Lienz                 |
| ja    | Datei hochladen | Dominikanerinnenkloster HERIS-ID: 7242 Objekt-ID: 3132 TKK: 18316                                               | Pfarrgasse 1 Standort KG: Lienz                          | Das Dominikanerinnenkloster wurde 1218 gegründet, das Gebäude wurde 1243–1250 erbaut, mehrfach erweitert und verändert und nach Bränden 1413 und 1613 wieder aufgebaut. Die einzelnen Trakte sind um einen Innenhof gruppiert. Der älteste, aus dem Mittelalter stammende Teil, der Konvent, schließt nördlich an die Kirche an und umgibt den unregelmäßig viereckigen Kreuzgang. Westlich grenzt ein im 18. Jahrhundert errichteter Trakt mit dem Noviziat an. Im Süden befindet sich der 1908/1909 errichtete Schultrakt, der durch einen kleinen Baukörper mit dem Neuen Trakt verbunden ist. Westlich der Anlage schließt der große, von einer Mauer umgebene Klostergarten an. | BDA-Hist.: Q37953141 Status: § 2a Stand der BDA-Liste: 2025-06-30 Name: DominikanerInnenkloster GstNr.: 327 Dominikanerinnenkloster Lienz                                                     |
| ja    | Datei hochladen | Widum der Stadtpfarrkirche St. Andrä HERIS-ID: 7068 Objekt-ID: 2954 TKK: 18469                                  | Pfarrgasse 4 Standort KG: Lienz                          | Das Widum liegt südwestlich der Stadtpfarrkirche und ist von einem Garten mit Umfassungsmauer und Pavillon umgeben. Der im Kern spätmittelalterliche massive Bau mit abgewalmten Satteldächern ist um einen kleinen Hof gruppiert. Der älteste Teil grenzt im Norden an die Friedhofsmauer an, westlich schließt ein später errichtetes Mittelflurhaus an und in der ersten Hälfte des 17. Jahrhunderts wurde das dritte, niedrigere Geschoß aufgesetzt. 1910–1914 und 1966/1967 wurde das Widum umgebaut und stark verändert. An der Südfassade befindet sich eine Wandmalerei des hl. Johannes des Täufers aus dem 17. Jahrhundert, an der Westfassade ein Sgraffito des hl. Andreas von Oswald Kollreider von 1967. Die Innenräume sind großteils modernisiert, im ältesten Teil haben sich kreuzgratgewölbte Räume, im Westflügel stichkappengewölbte Archiv- und Bibliotheksräume erhalten.                                                                  | BDA-Hist.: Q37947923 Status: § 2a Stand der BDA-Liste: 2025-06-30 Name: Widum der Stadtpfarrkirche St. Andrä GstNr.: 2405 Pfarrhof Lienz                                                      |
| ja    | Datei hochladen | Bürgerhaus, Heenerhaus (ehem. Mesnerhaus) HERIS-ID: 7097 Objekt-ID: 2986 TKK: 34590                             | Pfarrgasse 7 Standort KG: Lienz                          | Das ehemalige Mesnerhaus wurde im 18. Jahrhundert errichtet und im 19. sowie 20. Jahrhundert umgebaut. Das zweigeschoßige Gebäude mit abgewalmten Satteldach und giebelseitig erschlossenem Mittelflurgrundriss besitzt eine regelmäßige Fassadengliederung und einfache Putzgliederung. | BDA-Hist.: Q37949153 Status: § 2a Stand der BDA-Liste: 2025-06-30 Name: Bürgerhaus, Heenerhaus (ehem. Mesnerhaus) GstNr.: .2 Pfarrgasse 7 (Lienz)                                             |
| ja    | Datei hochladen | Mittereggerkreuz HERIS-ID: 7122 Objekt-ID: 3011 TKK: 17764                                                      | Pustertaler Straße Standort KG: Lienz                    | Das Mittereggerkreuz ist ein Kruzifix mit Kreuzkasten am Zusammenschluss von Isel-, Puster- und Egger-Lienz-Straße. Der Korpus im Dreinageltypus stammt vermutlich aus dem 17. Jahrhundert. | BDA-Hist.: Q37949714 Status: § 2a Stand der BDA-Liste: 2025-06-30 Name: Mittereggerkreuz GstNr.: 426/19 Mittereggerkreuz, Lienz                                                               |
| ja    | Datei hochladen | Turm-Stöckl, Teil d. Stadtbefestigung HERIS-ID: 39981 Objekt-ID: 39848 TKK: 34593                               | Rechter Iselweg 28 Standort KG: Lienz                    | Das ehemalige, nach innen offene Rondell der Stadtmauer des späten 15. und frühen 16. Jahrhunderts wurde um 1610 von den Freiherren von Wolkenstein zu einem kleinen Lustschlösschen ausgebaut. 1869 wurde es umgebaut, 1977 wurde ein zweigeschoßiges Wohngebäude mit Verbindung zum bestehenden Türmchen errichtet, das im Zuge dessen umgestaltet wurde. Die zweigeschoßige, asymmetrische Anlage ist in die ehemalige Stadtmauer integriert. Die Fassadenflächen sind weiß verputzt, an den Fenstern befinden sich teils zweifarbige Klappjalousien. Der Altbau enthält nordseitig das spätmittelalterliche, durch ein Kegeldach gedeckte Rondell. Der südseitige Anbau weist einen kleinen Rundturm in der Südostecke auf. An der Westseite zeigen Seccomalereien das Wappen der Wolkensteiner. | BDA-Hist.: Q37991920 Status: Bescheid Stand der BDA-Liste: 2025-06-30 Name: Turm-Stöckl, Teil d. Stadtbefestigung GstNr.: 186/4, 2045, 186/2, 186/5                                           |
| ja    | Datei hochladen | Unser Herr Im Elend-Stöckl HERIS-ID: 7118 Objekt-ID: 3007 TKK: 17759                                            | gegenüber Schloßgasse 9 Standort KG: Lienz               | Das „Unser Herr Im Elend-Stöckl“ ist ein gemauerter Bildstock unter Zeltdach mit nahezu quadratischem Grundriss und kräftigem Sockel. Die schmiedeeisenvergitterte Rundbogennische beherbergt eine qualitätsvolle Christusfigur mit Purpurmantel, Dornenkrone und Strahlenkranz, die vermutlich aus dem Beginn des 19. Jahrhunderts stammt. | BDA-Hist.: Q37949584 Status: § 2a Stand der BDA-Liste: 2025-06-30 Name: Unser Herr Im Elend- Stöckl GstNr.: 320/1 Unser Herr Im Elend-Stöckl                                                  |
| ja BW | Datei hochladen | Iselhof, Unterer Schlossmoar HERIS-ID: 7101 Objekt-ID: 2990seit 2016                                            | Schloßgasse 16 Standort KG: Lienz                        | | BDA-Hist.: Q37949172 Status: Bescheid Stand der BDA-Liste: 2025-06-30 Name: Iselhof, Unterer Schlossmoar GstNr.: 349                                                                          |
| BW    | Datei hochladen | Wirtschaftsgebäude Iselhof, Unterer Schlossmoar HERIS-ID: 112488 Objekt-ID: 130682 TKK: 19604seit 2016          | bei Schloßgasse 16 Standort KG: Lienz                    | | BDA-Hist.: Q37831244 Status: Bescheid Stand der BDA-Liste: 2025-06-30 Name: Wirtschaftsgebäude Iselhof, Unterer Schlossmoar GstNr.: 349                                                       |
| ja    | Datei hochladen | Wohnhaus und Atelier HERIS-ID: 11431 Objekt-ID: 7531 TKK: 34617seit 2015                                        | Schweizergasse 33 Standort KG: Lienz                     | | BDA-Hist.: Q38100933 Status: Bescheid Stand der BDA-Liste: 2025-06-30 Name: Wohnhaus und Atelier GstNr.: 2284, 2286 Schweizergasse 33 (Lienz)                                                 |
| ja    | Datei hochladen | Bürgerhaus HERIS-ID: 7103 Objekt-ID: 2992 TKK: 34619seit 2015                                                   | Schweizergasse 35 Standort KG: Lienz                     | | BDA-Hist.: Q37949190 Status: Bescheid Stand der BDA-Liste: 2025-06-30 Name: Bürgerhaus GstNr.: 2285 Schweizergasse 35 (Lienz)                                                                 |
| ja    | Datei hochladen | Bürgerhaus HERIS-ID: 7104 Objekt-ID: 2993 TKK: 19591                                                            | Schweizergasse 37 Standort KG: Lienz                     | Der Kern des ursprünglich zweigeschoßigen Gebäudes stammt aus dem Kern aus dem 16. Jahrhundert, wobei um 1885 ein drittes Geschoß aufgesetzt wurde. Das ehemalige Wohnhaus der Buch- und Kunsthändlerfamilie Hofmann hat einen L-förmigen Grundriss mit historistischer Fassade und asymmetrischem Walmdach. | BDA-Hist.: Q37949200 Status: Bescheid Stand der BDA-Liste: 2025-06-30 Name: Bürgerhaus GstNr.: .269 Schweizergasse 37 (Lienz)                                                                 |
| ja    | Datei hochladen | Beichthäusl HERIS-ID: 7107 Objekt-ID: 2996 TKK: 34623                                                           | Schweizergasse 44 Standort KG: Lienz                     | Das Beichthäusl stammt vermutlich aus dem 16. Jahrhundert und wurde 1646 von den Dominikanerinnen als Wohnhaus für die Beichtväter und Prediger des Klosters angekauft. Nach einem Brand 1798 diente es auch als Schulhaus der Stadt Lienz. Der zweigeschoßige Bau mit Satteldach verfügt über farblich akzentuierte Putzfaschen, hochrechteckige Kastenfenster im Obergeschoß sowie ein Segmentbogen- und ein Rechteckportal. | BDA-Hist.: Q37949234 Status: § 2a Stand der BDA-Liste: 2025-06-30 Name: Beichthäusl GstNr.: .267 Schweizergasse 44 (Lienz)                                                                    |
| ja    | Datei hochladen | Freiheitskämpferdenkmal HERIS-ID: 7111 Objekt-ID: 3000 TKK: 17763                                               | bei Schweizergasse 44 Standort KG: Lienz                 | Das Freiheitskämpferdenkmal wurde 1910 von Alois Pichler zum Gedenken an die Tiroler Freiheitskämpfe neben einer hohen Linde errichtet. Das obeliskenförmige Monument steht auf einem hohen, von Eichenlaub begrenzten Sockel und Stufenkranz und wird von einem Adler mit Sturmfahne aus Bronze bekrönt. Die Inschriften sind eingemeißelt und mit dunkler Farbe nachgezogen. | BDA-Hist.: Q37949292 Status: § 2a Stand der BDA-Liste: 2025-06-30 Name: Freiheitskämpferdenkmal GstNr.: 1707 Freiheitskämpferdenkmal Lienz                                                    |
| ja    | Datei hochladen | Mauern, Turm, Teil d. Stadtbefestigung HERIS-ID: 39984 Objekt-ID: 39851 TKK: 18321                              | Stadtmauer Standort KG: Lienz                            | Der Zwergerturm bzw. Huberturm war Teil der Stadtmauer des späten 15. bzw. frühen 16. Jahrhunderts. Er wurde 1950 aufgestockt und umgebaut. | BDA-Hist.: Q37991935 Status: Bescheid Stand der BDA-Liste: 2025-06-30 Name: Mauern, Turm, Teil d. Stadtbefestigung GstNr.: 140                                                                |
| ja    | Datei hochladen | Teil d. Stadtbefestigung HERIS-ID: 39987 Objekt-ID: 39854 TKK: 18321                                            | Stadtmauer Standort KG: Lienz                            | Die mittelalterliche Befestigungsanlage, die ursprünglich die Stadt umgab, ist in Teilstücken erhalten. Der erhaltene Teil westlich der Altstadt im Bereich Kreuz- und Schulgasse ist die weit gefasste Neuanlage der ehemaligen rondell- und turmbewehrten Stadtmauer des späten 15. und frühen 16. Jahrhunderts. | BDA-Hist.: Q37991984 Status: Bescheid Stand der BDA-Liste: 2025-06-30 Name: Teil d. Stadtbefestigung GstNr.: .179                                                                             |
| ja    | Datei hochladen | Kommunaler Wohnbau HERIS-ID: 81720 Objekt-ID: 95500                                                             | Wolkensteinerstraße 5, 7 Standort KG: Lienz              | Die Mehrfamilienhäuser entstanden zwischen 1938 und 1939 den „Wirtschafts-Vierjahresplan“ folgend als zweigeschoßige Gebäude mit Balkonen und Satteldach. Die Pläne stammen von Sepp Wolfgang aus Lienz. Die Fassadenmalerei mit figuralen Darstellungen wurden von Franz Walchegger geschaffen. | BDA-Hist.: Q38176439 Status: § 2a Stand der BDA-Liste: 2025-06-30 Name: Kommunaler Wohnbau GstNr.: 2727                                                                                       |
| ja    | Datei hochladen | Mauern, Teil d. Stadtbefestigung HERIS-ID: 39986 Objekt-ID: 39853 TKK: 18321                                    | Zwergergasse 1 Standort KG: Lienz                        | | BDA-Hist.: Q37991972 Status: Bescheid Stand der BDA-Liste: 2025-06-30 Name: Mauern, Teil d. Stadtbefestigung GstNr.: 136                                                                      |
| ja    | Datei hochladen | Mauern, Teil d. Stadtbefestigung HERIS-ID: 39985 Objekt-ID: 39852 TKK: 18321                                    | Zwergergasse 1 Standort KG: Lienz                        | | BDA-Hist.: Q37991955 Status: Bescheid Stand der BDA-Liste: 2025-06-30 Name: Mauern, Teil d. Stadtbefestigung GstNr.: 142/1                                                                    |
| ja    | Datei hochladen | Teil d. Stadtbefestigung HERIS-ID: 111285 Objekt-ID: 129083 TKK: 18321                                          | Zwergergasse 3 Standort KG: Lienz                        | | BDA-Hist.: Q37823079 Status: Bescheid Stand der BDA-Liste: 2025-06-30 Name: Teil d. Stadtbefestigung GstNr.: 2130                                                                             |
| ja    | Datei hochladen | Kath. Pfarrkirche hl. Andreas HERIS-ID: 7061 Objekt-ID: 2947 TKK: 17995                                         | Pfarrgasse 4, bei Standort KG: Lienz                     | → Hauptartikel : Stadtpfarrkirche Lienz f1 | BDA-Hist.: Q1340452 Status: § 2a Stand der BDA-Liste: 2025-06-30 Name: Kath. Pfarrkirche hl. Andreas GstNr.: .1/1 Stadtpfarrkirche St Andrä, Lienz                                            |
| ja    | Datei hochladen | Alter Friedhof HERIS-ID: 7065 Objekt-ID: 2951 TKK: 18459                                                        | Pfarrgasse 4, bei Standort KG: Lienz                     | Vermutlich seit Errichtung der Pfarre bestehender Friedhof. 1828 bis 1831 Sanierung nach Einsturz eines Teils der Umfassungsmauer. Zunehmender Verfall nach der Auflösung im Jahr 1905. Sanierung 1925 im Zuge der Errichtung des Bezirkskriegerdenkmals. An der Nord- und Westseite stehen spätklassizistische Arkaden aus der Zeit von 1828 bis 1831 mit einem mächtigen Portalbau in der Achse der Kirche; nordseitig ist die Kapelle des Bezirkskriegerdenkmals in die Umfassung integriert. Im östlichen Mauerzug hohe rundbogige bzw. segmentbogig geschlossenen Wandnischen, teils mit Gemälden, Leben, Tod und Auferstehung aus den Jahren 1955/1956 und ein Wandgemälde hl. Hubertus aus dem Jahr 1955. In der Südostecke eine Andachtskapelle. An der Südmauer spätgotische und frühbarocke Kapellennischen, im mittleren Bereich vermutlich aus dem 16. Jahrhundert. Grabmäler befinden sich inzwischen nahezu ausschließlich an den Umfassungsmauern. | BDA-Hist.: Q37947780 Status: § 2a Stand der BDA-Liste: 2025-06-30 Name: Alter Friedhof GstNr.: 1 Alter Friedhof Lienz                                                                         |
| ja    | Datei hochladen | Kriegerdenkmal HERIS-ID: 7066 Objekt-ID: 2952 TKK: 18325                                                        | Pfarrgasse 4 (Pfarrhaus), in der Nähe Standort KG: Lienz | An der Nordseite des Alten Friedhofes ist die Kapelle des Bezirkskriegerdenkmals integriert. Die Gedächtnisstätte für die Gefallenen und Vermissten Osttirols in den beiden Weltkriegen, wurde 1924/1925 anstelle des ehemaligen Nordportals und unter Einbeziehung der angrenzenden Arkaden errichtet. Entwurf von Clemens Holzmeister. Aufgrund der ungewöhnlichen Ikonographie der Darstellungen von Albin Egger-Lienz, die Anstoß erregte, wurde die Kapelle 1926 für gottesdienstliche Handlungen geschlossen, die neuerliche Weihe erfolgte erst 1987. Die mächtige Rundbogennische in der leicht geböschten Südwand ist von Blendarkaden flankiert, die in die angrenzenden Arkadenreihen integrieren. Freskierung innen mit Darstellungen Sämann und Teufel, Sturm, Totenopfer und Auferstandener. Grabstätte von Albin Egger-Lienz. | BDA-Hist.: Q37947806 Status: § 2a Stand der BDA-Liste: 2025-06-30 Name: Kriegerdenkmal GstNr.: .744 Bezirkskriegerdenkmal, Lienz                                                              |
| ja    | Datei hochladen | Hl. Antonius-Kapelle HERIS-ID: 7069 Objekt-ID: 2955 TKK: 17771                                                  | Standort KG: Lienz                                       | | BDA-Hist.: Q37948011 Status: § 2a Stand der BDA-Liste: 2025-06-30 Name: Hl. Antonius-Kapelle GstNr.: 103/2 Antonius-Kapelle, Lienz                                                            |
| ja    | Datei hochladen | Spitalskirche hl. Josef HERIS-ID: 7070 Objekt-ID: 2956 TKK: 18320                                               | Kärntner Straße 8 Standort KG: Lienz                     | Das Lienzer Bürgerspital wurde im 13. Jahrhundert gegründet. Die Spitalskirche zum hl. Josef (vormals Hl. Geist) stammt aus der spätgotischen Zeit und wurde 1725 umgestaltet. 1988 wurde die Kirche profaniert, anschließend saniert und für kulturelle Veranstaltungen adaptiert. Das Langhaus über einschiffigem dreijochigem Grundriss wird von einem Tonnengewölbe und Gurtbögen überspannt. Die barocke Innenausstattung, die der Werkstatt des Anton Gigl zugeschrieben wird, ist weitgehend erhalten. | BDA-Hist.: Q37948064 Status: § 2a Stand der BDA-Liste: 2025-06-30 Name: Spitalskirche hl. Josef GstNr.: 100 Spitalskirche, Lienz                                                              |
| ja    | Datei hochladen | Klosterkirche Unserer Lieben Frau Mariae Himmelfahrt HERIS-ID: 7071 Objekt-ID: 2957 TKK: 17997                  | Muchargasse 4 Standort KG: Lienz                         | Urkundlich erfolgte 1349 die Gründung eines Karmelitenklosters und nach der Aufhebung des Klosters 1785 die Übergabe an die Franziskaner aus Innsbruck. Unter Einbeziehung noch älterer Bauteile erfolgte der Bau des Langhauses 1430/1440 durch die Görzer Bauhütte, der Chor folgte später. | BDA-Hist.: Q37948098 Status: § 2a Stand der BDA-Liste: 2025-06-30 Name: Klosterkirche Unserer Lieben Frau Mariae Himmelfahrt GstNr.: .219, .220/1 Franziskanerkirche, Lienz                   |
| ja    | Datei hochladen | Kosakenfriedhof HERIS-ID: 7080 Objekt-ID: 2966 TKK: 18460                                                       | Am Tristacher-Steg 27, neben Standort KG: Lienz          | → Hauptartikel : Kosakenfriedhof in der Peggetz f1 | BDA-Hist.: Q1784877 Status: § 2a Stand der BDA-Liste: 2025-06-30 Name: Kosakenfriedhof GstNr.: 1897, 975/1 Kosakenfriedhof in der Peggetz                                                     |
| ja    | Datei hochladen | Herz-Jesu Kirche HERIS-ID: 7075 Objekt-ID: 2961 TKK: 17769                                                      | Josef Müller-Straße 1 Standort KG: Lienz                 | → Hauptartikel : Herz-Jesu-Kirche (Lienz) f1 | BDA-Hist.: Q1303681 Status: § 2a Stand der BDA-Liste: 2025-06-30 Name: Herz-Jesu Kirche GstNr.: 1253/2 Lienz, Herz-Jesu Kirche                                                                |
| ja    | Datei hochladen | Denkmal Kaiser Joseph II HERIS-ID: 7112 Objekt-ID: 3001 TKK: 17762                                              | Europaplatz Standort KG: Lienz                           | Das Denkmal für Kaiser Joseph II. wurde 1906 auf Initiative des Lienzer Dichters Franz Gitterle als erstes derartiges Denkmal in Tirol errichtet. Ursprünglich war es am Hauptplatz aufgestellt, während der NS-Zeit wurde es in die Parkanlage nördlich der Michaelskirche verbracht, nach Restaurierung 1984 ist es heute südlich der Liebburg aufgestellt. Die annähernd lebensgroße Figur aus Gusseisen steht auf einem hohen, gestuften Sockel mit Blattdekor, Rahmenfeldern und abschließendem Konsolgesims. Der Kaiser selbst ist in üblicher Ikonographie, in Uniformrock, mit Degen, Goldenem Vlies und den beiden Ordenssternen dargestellt. | BDA-Hist.: Q37949325 Status: § 2a Stand der BDA-Liste: 2025-06-30 Name: Denkmal Kaiser Joseph II GstNr.: 2005 Emperor Joseph II. monument, Lienz                                              |
| ja    | Datei hochladen | Bezirkskrankenhaus Lienz mit Hauskapelle HERIS-ID: 92075 Objekt-ID: 106969 TKK: 19578                           | Emanuel von Hibler-Straße 5 Standort KG: Patriasdorf     | Das Krankenhaus wurde 1929–1931 nach Plänen von Hans Menardi als Ersatz für das Bürgerspital errichtet. Die Anlage wurde mehrmals umgebaut und 1955–1958 um ein Infektionshaus, 1958–1959 um eine Krankenpflegeschule und 1966 um ein Ärzte- und Schwesternhaus erweitert. Der langgestreckte viergeschoßige Kernbau weist eine differenziert gegliederte Fassade, ein abgewalmtes Satteldach und einen asymmetrischen Eingangs- und Kapellenrisalit auf. Das Innere wurde unter Beibehaltung der Raumorganisation, mit zentralem Treppenhaus und südseitig angeordneten Krankenzimmern, umgestaltet und modernisiert. Die Kapelle wurde 2000 nach Plänen von Josef Scherzer umgebaut und neu ausgestattet. Der über zwei Geschoße reichende Raum weist eine polygonale Apsis aus einer verglasten Stahlrohrkonstruktion mit einem Glasgemälde von Carl Rieder auf.                                                                                               | BDA-Hist.: Q854262 Status: Bescheid Stand der BDA-Liste: 2025-06-30 Name: Bezirkskrankenhaus Lienz mit Hauskapelle GstNr.: 30/1 Bezirkskrankenhaus Lienz                                      |
| ja    | Datei hochladen | Wegkapelle Ölberg HERIS-ID: 7131 Objekt-ID: 3021 TKK: 34584                                                     | bei Patriasdorf 18 Standort KG: Patriasdorf              | Das Ölbergstöckl ist ein Kapellenbildstock aus dem 19. Jahrhundert über nahezu quadratischem Grundriss mit rundbogiger Apsis und Satteldach. Die schmiedeeisenvergitterte Rundbogenöffnung beherbergt eine Figurengruppe von Christus am Ölberg mit Engeln aus dem Ende des 19. Jahrhunderts. | BDA-Hist.: Q37949961 Status: § 2a Stand der BDA-Liste: 2025-06-30 Name: Wegkapelle Ölberg GstNr.: 819                                                                                         |
| ja    | Datei hochladen | Tammerburg HERIS-ID: 7128 Objekt-ID: 3017 TKK: 19594                                                            | Patriasdorf 20 Standort KG: Patriasdorf                  | Die Tammerburg wurde im 16. Jahrhundert unter Einbeziehung des mittelalterlichen Vorgängerbaus aus dem 13. Jahrhundert errichtet. Das dreigeschoßige Gebäude mit schindelgedecktem Walmdach besitzt Eckerker und eine monochrome Architekturmalerei. | BDA-Hist.: Q37949873 Status: Bescheid Stand der BDA-Liste: 2025-06-30 Name: Tammerburg GstNr.: 328/2 Tammerburg, Lienz                                                                        |
| ja    | Datei hochladen | Primarhaus des Bezirkskrankenhauses Lienz HERIS-ID: 92417 Objekt-ID: 107353 TKK: 34587                          | Patriasdorfer Straße 2 Standort KG: Patriasdorf          | Das ehemalige Primarhaus entstand 1929 nach Plänen von Hans Menardi als Villa für den Primar des Bezirkskrankenhauses. Der zweigeschoßige Villenbau über nahezu quadratischem Grundriss ist von der asymmetrischen Anordnung der Türen und Fenster geprägt, die Südostecke wurde als über zwei Geschoße verlaufender Runderker ausgeführt. | BDA-Hist.: Q37760065 Status: § 2a Stand der BDA-Liste: 2025-06-30 Name: Primarhaus des Bezirkskrankenhauses Lienz GstNr.: .110                                                                |
| BW    | Datei hochladen | Brandopferplatz Schlossberg HERIS-ID: 111984 Objekt-ID: 130023 TKK: seit 2013                                   | Schloßberg Standort KG: Patriasdorf                      | Zahlreiche Funde von Votivstatuetten auf einem heute bewaldeten Hügel deuten auf das Vorhandensein eines Heiligtums in der La-Tène- und in der römischen Kaiserzeit hin. Grabungen seit 2014 wiesen Umfassungs- und Terrassierungsmauern nach. | BDA-Hist.: Q37828034 Status: § 9-Feststellung Bodendenkmal Stand der BDA-Liste: 2025-06-30 Name: Brandopferplatz Schlossberg GstNr.: 605                                                      |
| ja    | Datei hochladen | Schloss Bruck, Heimatmuseum HERIS-ID: 7123 Objekt-ID: 3012 TKK: 17768                                           | Schloßberg 1 Standort KG: Patriasdorf                    | → Hauptartikel : Schloss Bruck (Lienz) f1 | BDA-Hist.: Q875733 Status: Bescheid Stand der BDA-Liste: 2025-06-30 Name: Schloss Bruck, Heimatmuseum GstNr.: 460 Schloss Bruck                                                               |
| ja    | Datei hochladen | Villa Sonnenhof HERIS-ID: 7100 Objekt-ID: 2989 TKK: 19580                                                       | Schloßberg 22 Standort KG: Patriasdorf                   | Die Villa Sonnenhof ist die einzige Jugendstil-Villa in Lienz und wurde zwischen 1904 und 1905 nach Plänen von Karl Hofmann und Santo Puntel am Südhang des Schloßberges errichtet. | BDA-Hist.: Q37949164 Status: Bescheid Stand der BDA-Liste: 2025-06-30 Name: Villa Sonnenhof GstNr.: .48 Lienz, Villa Sonnenhof                                                                |
| ja    | Datei hochladen | Soldatenfriedhof des 1. Weltkrieges HERIS-ID: 7077 Objekt-ID: 2963 TKK: 18477                                   | Pfarrgasse 7, gegenüber Standort KG: Patriasdorf         | Der Soldatenfriedhof des Ersten Weltkriegs wurde zwischen 1914 und 1915 errichtet und 1916 nach Westen erweitert. 1936 erfolgte eine neuerliche Erweiterung und die Errichtung der Kaiser-Karl-Gedächtniskapelle. Der Friedhof befindet sich hinter einem Portal aus Lärchenholz mit Schmiedeeisentoren. Er beherbergt gleich gestaltete, schmiedeeiserne Grabkreuze und ein Natursteinmonument in Obeliskform. | BDA-Hist.: Q37948478 Status: § 2a Stand der BDA-Liste: 2025-06-30 Name: Soldatenfriedhof des 1. Weltkrieges GstNr.: 165/2 Soldatenfriedhof Erster Weltkrieg, Lienz                            |
| ja    | Datei hochladen | Soldatenfriedhof des 2. Weltkrieges HERIS-ID: 7078 Objekt-ID: 2964 TKK: 18470                                   | Pfarrgasse 9, bei Standort KG: Patriasdorf               | Der Soldatenfriedhof des Zweiten Weltkrieges wurde 1942 gegründet und 1987 saniert. Er ist mit dem neuen Teil des städtischen Friedhofs durch ein Tor verbunden. Rasenfelder mit schlichten schmiedeeisernen Kreuzen sind durch Schotterwege symmetrisch gegliedert. Der Haupteingang erfolgt im Süden durch ein architektonisch gestaltetes Giebelportal. Im Zentrum der Anlage befindet sich eine hohe Natursteinstele mit Blumeneinfassung und Inschriftentafel, von schmiedeeisernem Kreuz bekrönt. Im Norden der Anlage steht ein Denkmal mit Namensinschriften und einem Schmiedeeisenkreuz über einem Sockel. | BDA-Hist.: Q37948503 Status: § 2a Stand der BDA-Liste: 2025-06-30 Name: Soldatenfriedhof des 2. Weltkrieges GstNr.: 317 Soldatenfriedhof Zweiter Weltkrieg, Lienz                             |
| ja    | Datei hochladen | Neuer Friedhof HERIS-ID: 7079 Objekt-ID: 2965 TKK: 80602                                                        | Oberdrumer Straße 5 Standort KG: Lienz                   | Der Neue Friedhof wurde 1900/1901 angelegt, 1963 wurde er erweitert, dabei wurden die Aufbahrungshallen nördlich der Arkaden errichtet. 1984 wurde er abermals vergrößert, 1988 erfolgte die Anlage des Urnenfriedhofs. Zur Kapelle führt eine zentrale Achse, der breite Mittelweg ist durch eine dichte Zypressenallee begrünt. Vier quer verlaufende Wege teilen die Grabfelder in insgesamt zehn Blöcke mit lockerem Baumbestand. An der Nordwestecke Zugang zu den Soldatenfriedhöfen und zum neuen Friedhofsteil mit schmiedeeisernem Eingang. | BDA-Hist.: Q37948539 Status: § 2a Stand der BDA-Liste: 2025-06-30 Name: Neuer Friedhof GstNr.: 3/2 Neuer Friedhof, Lienz                                                                      |
| ja    | Datei hochladen | Ehem. Beinhaus HERIS-ID: 7067 Objekt-ID: 2953 TKK: 18472                                                        | Standort KG: Patriasdorf                                 | Das Beinhaus, auch Kriegerkapelle oder Kaiser-Karl-Gedächtniskapelle, wurde als kompakter Natursteinbau 1935/1936 in zeittypischen Formen mit abgewalmtem Satteldach errichtet. Neben der überdachten, von einem hölzernen Rundpfeiler gestützten Vorhalle, steht in der Südostecke ein gemauerter Glockenträger mit Doppeladler. Rundbogenportal mit massivem hölzernen Türflügel. Die Kriegerkapelle ist Teil des Soldatenfriedhofs des 1. Weltkriegs. | BDA-Hist.: Q37947867 Status: § 2a Stand der BDA-Liste: 2025-06-30 Name: Ehem. Beinhaus GstNr.: 165/2                                                                                          |
| ja    | Datei hochladen | Brunner-Stöckl (Oberbrunner-Kapelle) HERIS-ID: 7130 Objekt-ID: 3020 TKK: 17754                                  | Oberdrumer Straße 9, nördlich Standort KG: Patriasdorf   | | BDA-Hist.: Q37949950 Status: Bescheid Stand der BDA-Liste: 2025-06-30 Name: Brunner-Stöckl (Oberbrunner-Kapelle) GstNr.: 158/2 Brunner-Stöckl                                                 |